# Sono anni che ti aspetto
Sono anni che ti aspetto è un brano musicale scritto e interpretato dal cantautore Fabrizio Moro, pubblicato come singolo dall'etichetta discografica Sony Music il 15 aprile 2016.

## Descrizione
Riguardo al brano Fabrizio Moro ha dichiarato: 

## Video musicale
Il videoclip ufficiale del brano è stato pubblicato il 22 aprile 2016 sul canale VEVO di Fabrizio Moro, è stato diretto da Fabrizio Cestari e vede la partecipazione di Massimiliano Varrese.